# Cebrecos
Cebrecos est une commune d'Espagne dans la communauté autonome de Castille-et-León, province de Burgos. Elle s'étend sur 23,3 km2 et comptait environ 58 habitants en 2024.

## Géographie
La distance jusqu'au centre de la capitale provinciale Burgos est d'environ 46 km à vol d'oiseau.

## Démographie
Alors que plus de 250 personnes vivaient à Cebrecos au début du XXe siècle, la population a diminué continuellement à partir des années 1950  et est passée sous la barre des 50 pour la première fois en 2013. Avec une superficie de 23,3 km2 et 52 habitants (au 1er janvier 2022), cela correspond à une densité de population de 2,27 habitants/km² en 2019.